# Therma (Samothraki)

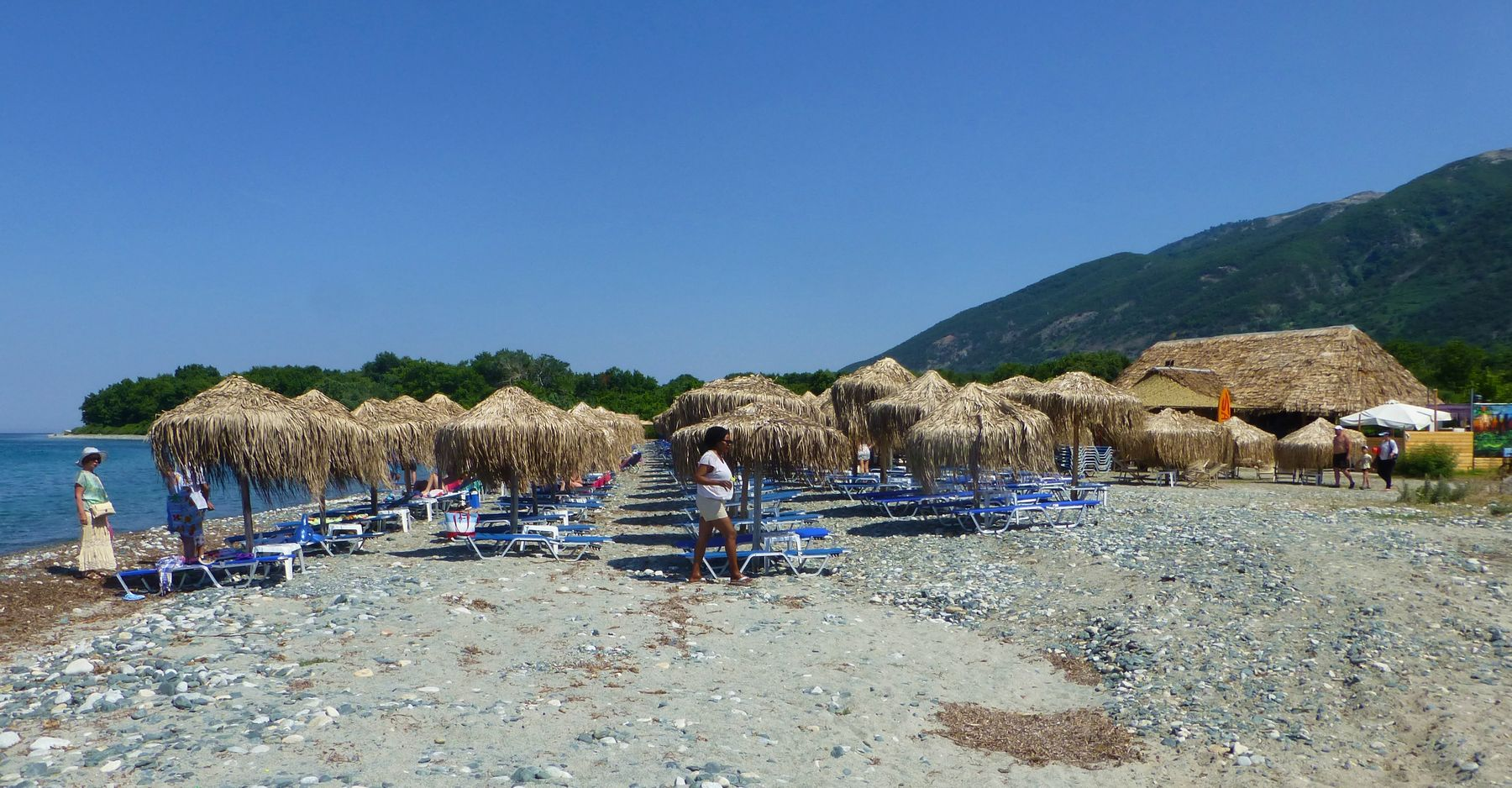
Thermia Beach (2017)

Thérma (griechisch Θέρμα (n. pl.)), im Volksmund auch Loutrá (griechisch Λουτρά) genannt, ist ein Ort von (2011) 106 Einwohnern im Norden der griechischen Insel Samothraki, etwa 15 Kilometer von der Hafenstadt Kamariotissa entfernt.
Im Ort steht neben einem älteren außer Betrieb genommenen Thermalbad, ein in den achtziger Jahren neu errichtetes, welches vor allem von älteren Menschen mit akuten oder chronischen Beschwerden des Gelenkapparates zur Linderung bzw. Heilung genutzt wird.
Das kleine Dorf  ist umgeben von Platanen, Tamarisken, Nuss- und Kastanienbäumen. Es liegt 600 Meter vom Strand entfernt. Dort wurde im Jahr 2001 ein neuer Hafen fertiggestellt, der jedoch aufgrund der teilweise starken Nord- und Westwinde ungeeignet für das Anlegen der Autofähre ist und somit nur kleineren Fischerbooten ausreichenden Schutz bietet. Im Sommer werden hier Inselrundfahrten angeboten, die u. a. den Süden der Insel erkunden. Östlich dieses Hafens befindet sich ein künstlicher Badestrand. Das Dorf ist u. a. Ausgangspunkt für Wanderungen zum Fengari (dem „Mondberg“). Im Dorf gibt es mehrere Geschäfte, Restaurants, Pensionen und Hotels sowie ein Museum. Vom Strand aus in Richtung Thérma führt eine Straße zu den Wasserfällen bzw. zur Gria Vathra (Γριά Βάθρα).